# Zdziechowa (przystanek kolejowy)
Zdziechowa - przystanek kolejowy w Zdziechowie, w gminie Gniezno, w powiecie gnieźnieńskim, w województwie wielkopolskim, w Polsce.
| Zdziechowa                                  |  |                               |
| Linia 281. Oleśnica - Chojnice (171,049 km) |  |                               |
| Gniezno Winiaryodległość: 6,123 km          |  | Świątniki odległość: 4,080 km |